# Eduard Fernández

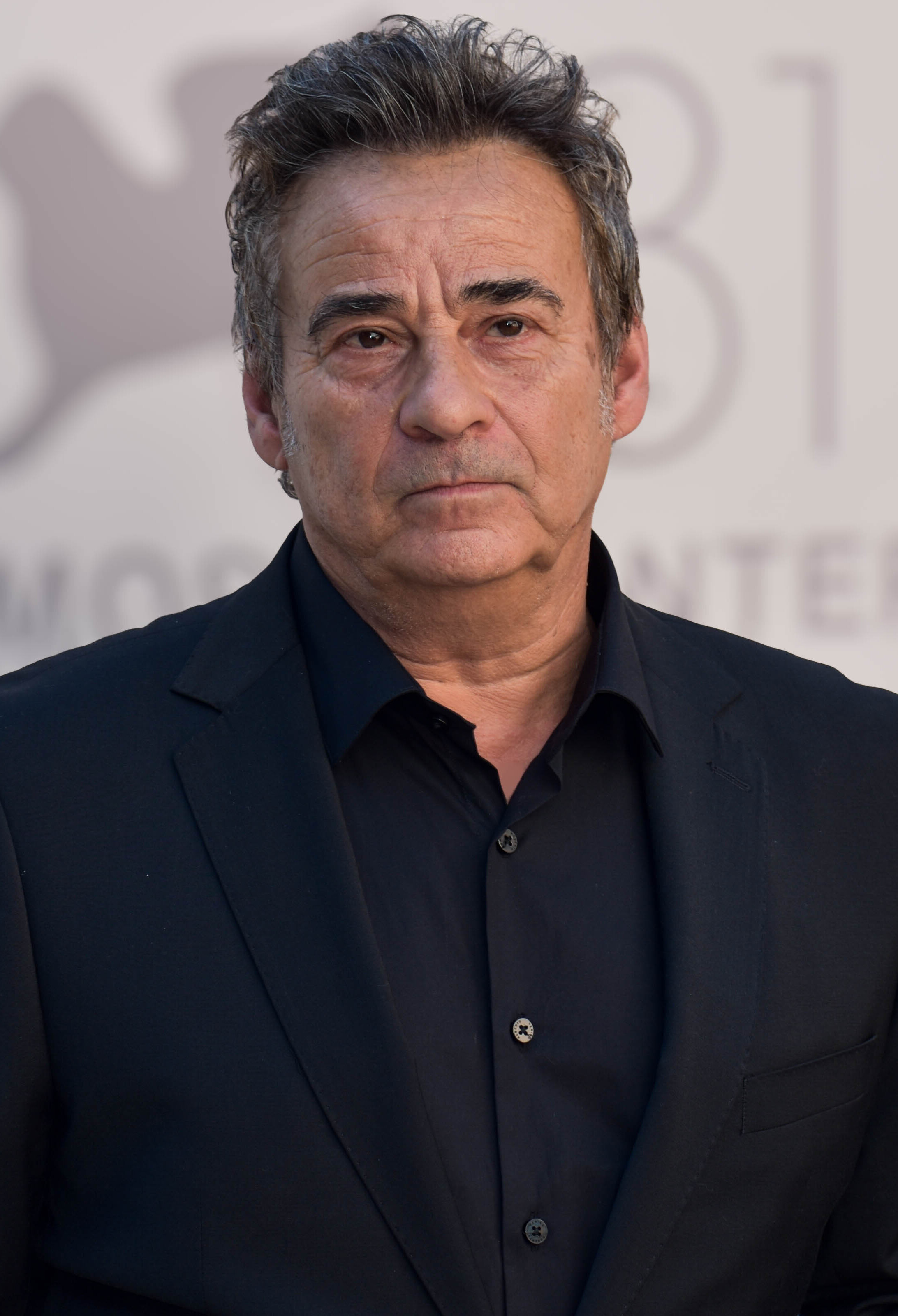
Eduard Fernández (2024)

Eduard Fernández (eigentlich Eduardo Fernández Serrano; * 25. August 1964 in Barcelona) ist ein spanischer Schauspieler und viermaliger Goya-Preisträger.

## Leben
Fernández trat als Schauspieler zu Beginn seiner Karriere Mitte der 1980er Jahre hauptsächlich in Serien auf. 1992 spielte er in 32 Folgen von Orden especial, einer spanischen Fernsehserie, erstmals dauerhaft in einer Serie mit. Zwei Jahre später, 1994, erhielt er für Souvenir seine erste Rolle in einem Kinofilm. Ab der Jahrtausendwende war Fernández dann regelmäßig in spanischen Filmen vertreten. Mit Alatriste spielte Fernández dann auch in einem international bekannten Film mit, auch in der Filmbiografie Che – Guerrilla, die vom Leben Ernesto Guevaras handelt, erhielt er eine Rolle. Im darauffolgenden Jahr spielte er in Tres dies amb la família mit, auch seine Tochter war in diesem Film vertreten, für sie war es ihr Debüt.

## Filmografie (Auswahl)
- 1985–1986: Planeta imaginari (Fernsehserie, zwei Folgen)
- 1987: El bigote de Babel (Fernsehserie, eine Folge)
- 1989: Ya semos europeanos (Fernsehserie, sieben Folgen)
- 1992: Orden especial (Fernsehserie, 39 Folgen)
- 1994: Poble Nou (Fernsehserie, 35 Folgen)
- 1994: Souvenir
- 1995: ¡Vaya día! (Fernsehserie)
- 1995: Pedrables Centre (Fernsehserie, 13 Folgen)
- 1995: Estació d’enllaç (Fernsehserie, Folge 2x15 Taurons)
- 1997: Nova ficció (Fernsehserie, Folge 1x04 Veo, veo)
- 1997: El show de la Diana (Fernsehserie, 13 Folgen)
- 1998: Déjeme que le cuente (Kurzfilm)
- 1998: Laura (Fernsehserie, 21 Folgen)
- 1998: Dues dones (Fernsehfilm)
- 1999: Zapping
- 1999: Sota el signe de … (Fernsehserie, Folge 1x06 Verge)
- 1999: Los lobos de Washington
- 2000: Andorra. Entre el torb i la Gestapo (Fernsehzweiteiler, zwei Folgen)
- 2000: El portero
- 2001: La voz de su amo
- 2001: El comisario (Fernsehserie, Folge 3x07 Oscuridad)
- 2001: Son de mar
- 2001: Fausto 5.0
- 2002: El embrujo de Shanghai
- 2002: Smoking Room
- 2003: La simetría (Kurzfilm)
- 2003: El misterio Galíndez
- 2003: En la Ciudad – In der Stadt (En la ciudad)
- 2004: Cosas que hacen que la vida valga la pena
- 2005: Hormigas en la boca
- 2005: Obaba
- 2005: Die Methode – El Método (El método)
- 2006: Alatriste
- 2006: Ficció
- 2008: 72 Stunden – Deine letzten 3 Tage (Tres días)
- 2008: Che – Guerrilla (Che: Part Two)
- 2008: La noche que dejó de llover
- 2008: El vestido
- 2009: Amores locos
- 2009: Tres dies amb la família
- 2009: Operation Schwarze Blumen (Flores negras)
- 2009: Luna caliente
- 2010: Biutiful
- 2010: La mosquitera
- 2010: Pa Negre
- 2010: La princesa de Éboli (Fernsehserie, zwei Folgen)
- 2010: Todas las mujeres (Fernsehserie, sechs Folgen)
- 2011: Die Haut, in der ich wohne (La piel que habito)
- 2011: 14 d’abril. Macià contra Companys (Fernsehfilm)
- 2012: The Pelayos
- 2012: Miel de naranjas
- 2012: Ein Freitag in Barcelona (Una pistola en cada mano)
- 2013: Todas las mujeres
- 2014: El Niño – Jagd vor Gibraltar (El Niño)
- 2015: Freunde fürs Leben (Truman)
- 2016: El hombre de las mil caras
- 2016: 1898. Los últimos de Filipinas
- 2017: Perfectos desconocidos
- 2017: La Zona – Do not cross (Fernsehserie, acht Folgen)
- 2018: Offenes Geheimnis (Todos lo saben)
- 2019: Mientras dure la guerra
- 2019: La hija de un ladrón
- 2020–2023: 30 Monedas (Fernsehserie, 16 Folgen)
- 2021: Mediterráneo
- 2022: Los renglones torcidos de Dios
- 2024: Mit eiserner Hand(Mano de hierro) (Fernsehserie, acht Folgen)
- 2024: Marco
- 2024: El 47

## Musikvideos
- 2006: Elefantes – Que yo no lo sabía

## Auszeichnungen (Auswahl)
Goya
- 2000: Nominierung in der Kategorie Bester Nachwuchsdarsteller für Los lobos de Washington
- 2002: Nominierung in der Kategorie Bester Nebendarsteller für Son de mar
- 2002: Bester Hauptdarsteller für Fauto 5.0
- 2004: Bester Nebendarsteller für En la Ciudad – In der Stadt
- 2005: Nominierung in der Kategorie Bester Hauptdarsteller für Cosas que hacen la vida valga la pena
- 2006: Nominierung in der Kategorie Bester Hauptdarsteller für Die Methode – El Método
- 2011: Nominierung in der Kategorie Bester Nebendarsteller für Biutiful
- 2014: Nominierung in der Kategorie Bester Hauptdarsteller für Todas las mujeres
- 2015: Nominierung in der Kategorie Bester Nebendarsteller für El Niño – Jagd vor Gibraltar
- 2017: Nominierung in der Kategorie Bester Hauptdarsteller für El hombre de las mil caras
- 2019: Nominierung in der Kategorie Bester Nebendarsteller für Offenes Geheimnis
- 2020: Bester Nebendarsteller für Mientras dure la guerra
- 2022: Nominierung in der Kategorie Bester Hauptdarsteller für Mediterráneo
- 2025: Bester Hauptdarsteller für Marco

Fotogramas de Plata
- 2009: Nominierung in der Kategorie Bester Darsteller für 72 Stunden – Deine letzten 3 Tage
- 2017: Nominierung in der Kategorie Bester Darsteller für El hombre de las mil caras
- 2018: Nominierung in der Kategorie Bester Fernsehdarsteller für La Zona – Do not cross
- 2021: Bester Fernsehdarsteller für 30 Monedas
- 2024: Bester Fernsehdarsteller für 30 Monedas
- 2025: Nominierung in der Kategorie Bester Darsteller für Marco und El 47

Medallas del Círculo de Escritores Cinematográficos
- 2005: Nominierung in der Kategorie Bester Hauptdarsteller für Cosas que hacen que la vida valga la pena
- 2006: Nominierung in der Kategorie Bester Hauptdarsteller für Die Methode – El Método
- 2007: Nominierung in der Kategorie Bester Nebendarsteller für Alatriste
- 2010: Nominierung in der Kategorie Bester Nebendarsteller für Tres dies amb la família
- 2017: Bester Hauptdarsteller für El hombre de las mil caras
- 2018: Nominierung in der Kategorie Bester Hauptdarsteller für Perfectos desconocidos
- 2019: Nominierung in der Kategorie Bester Nebendarsteller für Offenes Geheimnis
- 2020: Bester Nebendarsteller für Mientras dure la guerra
- 2022: Nominierung in der Kategorie Bester Hauptdarsteller für Mediterráneo
- 2025: Bester Hauptdarsteller für Marco
- 2025: Nominierung in der Kategorie Bester Hauptdarsteller für El 47

Preis der spanischen Schauspielerunion
- 2004: Bester Hauptdarsteller für En la Ciudad – In der Stadt
- 2005: Nominierung in der Kategorie Bester Hauptdarsteller für Cosas que hacen la vida valga la pena
- 2009: Nominierung in der Kategorie Bester Nebendarsteller für 72 Stunden – Deine letzten 3 Tage
- 2006: Bester Nebendarsteller für Die Methode – El Método
- 2011: Nominierung in der Kategorie Bester Nebendarsteller für Biutiful
- 2013: Nominierung in der Kategorie Bester Nebendarsteller für Ein Freitag in Barcelona
- 2020: Nominierung in der Kategorie Bester Nebendarsteller für Mientras dure la guerra
- 2025: Nominierung in der Kategorie Bester Hauptdarsteller für Marco

Weitere
- 1999: Premio Ondas in der Kategorie Bester Hauptdarsteller für Los lobos de Washington
- 2000: Premio Sant Jordi in der Kategorie Bester spanischer Darsteller für Los lobos de Washington
- 2001: Bester Hauptdarsteller beim Sitges Festival Internacional de Cinema Fantàstic de Catalunya für Fausto 5.0
- 2002: Bester Darsteller beim Fantasporto Filmfestival für Fauto 5.0
- 2002: Premio Sant Jordi in der Kategorie Bester spanischer Darsteller für La voz de su amo, Fausto 5.0 und Son de mar
- 2002: Silberner Jasmin beim Filmfestival Málaga in der Kategorie Bester Darsteller für Smoking Room
- 2002: Premi Butaca in der Kategorie Bester katalanischer Darsteller für Smoking Room
- 2004: Premi Butaca in der Kategorie Bester katalanischer Darsteller für En la Ciudad – In der Stadt
- 2005: Silberner Jasmin beim Filmfestival Málaga in der Kategorie Bester Darsteller für Hormigas en la boca
- 2006: Premi Butaca in der Kategorie Bester katalanischer Darsteller für Die Methode – El Método
- 2009: Silberner Jasmin beim Filmfestival Málaga in der Kategorie Bester Darsteller für Tres dies amb la família
- 2009: Premi Butaca in der Kategorie Bester katalanischer Darsteller für Tres dies amb la família
- 2011: Premi Gaudí in der Kategorie Bester Hauptdarsteller für La mosquitera
- 2013: Premi Gaudí in der Kategorie Bester Nebendarsteller für Ein Freitag in Barcelona
- 2013: Großer Preis der Jury beim Miami Film Festival in der Kategorie Bester Darsteller für Ein Freitag in Barcelona
- 2015: Premi Gaudí in der Kategorie Bester Nebendarsteller für El Niño – Jagd vor Gibraltar
- 2016: Silberne Muschel beim Festival Internacional de Cine de San Sebastián in der Kategorie Bester Darsteller für El hombre de las mil caras
- 2018: Ehrenpreis bei der Semana Internacional de Cine de Valladolid
- 2025: Premi Gaudí in der Kategorie Bester Hauptdarsteller für El 47